# Баян-Агт
Баян-Агт (монг. Баян-Агт) – сомон аймаку Булган, Монголія. Територія 3 000 км², населення 3,2 тис., переважно халхі. Адміністративний центр – селище Шарга знаходиться на відстані 150 км від Булгану та 468  від Улан-Батора. Є школа, лікарня, культурний та торговельно-обслуговуючий центри.

## Рельєф
Гори вулканічного походження, найвища точка – гора вулканічного походження Намнан. Найнижча точка – долина річки Селенга – 927 м. Окрім того територією сомону протікають річки Хануй, Балга, Унегтийн Цагаан, баян гол. Озера Шарга та Цегеен.

## Клімат
Різкоконтинентальний клімат. Середня температура січня -20-22 градусів, липня +16+17 градусів. Протягом року в середньому випадає 350 мм опадів.

## Корисні копалини
Багатий вугіллям, залізними рудами, сировиною для будівельних матеріалів.

## Тваринний світ
Водяться лосі, олені, вовки, лисиці, песці та інші.